# Bromus flexuosus
Bromus flexuosus är en gräsart som beskrevs av Planchuelo. Bromus flexuosus ingår i släktet lostor, och familjen gräs. Inga underarter finns listade i Catalogue of Life.